# ドルヴァ

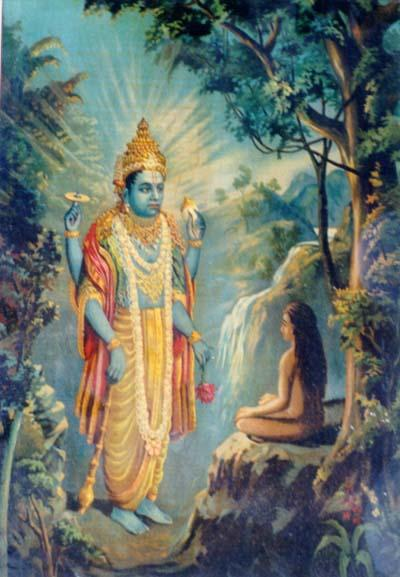
ヴィシュヌ神がドルヴァの前に現れる場面

ドルヴァ（ドゥルヴァとも。Dhruva, ध्रुव）は、インド神話における北極星、あるいは北極星の神格化である。スヴァヤムブヴァ・マヌの孫とされ、『リグ・ヴェーダ』ではヴァス神群の1つに数えられる。

## 神話
ドルヴァの神話はプラーナ文献に見られ、ヴィシュヌ信仰と結びつけられている。それによると、スヴァヤムブヴァ・マヌの子ウッターナパーダにはスルチとスニーティという2人の妻がいて、スルチはウッタマを、スニーティはドルヴァを生んだ。しかしウッターナパーダはスルチに操られ、ウッタマだけを可愛がった。父とスルチに冷たく遇されたドルヴァは泣きながら母のもとに行った。すると母はヴィシュヌ神を信仰するよう勧めた。そこでわずか5歳の少年ドルヴァは1人で王宮を出て行った。
そんな彼にナーラダ仙は「ヴィシュヌ神の恩恵を得ることはどんな苦行をしても難しいことだ」と諭した。しかしドルヴァはためらうどころか、三界における至高の場所を望んでいた。そこでナーラダ仙は彼にオーム・ナモー・バガヴァテー・ヴァースデーヴァーヤというマントラを授け、ヤムナー川の近くにあるマドゥヴァナの森で瞑想することを勧めた。
ドルヴァはマドゥヴァナの森で苦行を始めた。するとその苦行によって世界が振動し、神々を驚かせた。やがてヴィシュヌ神がやって来て、ドルヴァに星辰の中心の座（北極星）を与えた。